# Claude Bidé (fils)
Claude Bidé, écuyer, seigneur de La Botinière, fut lieutenant-général au présidial de Nantes et maire de Nantes en 1684.

## Biographie
Il est le fils de Claude Bidé et le petit-fils de René Mesnardeau. Il épouse Marie du Cassia, veuve de  Antoine Belot, sieur de La Roulière, fille de Pierre Ducassia, sieur de La Houssaye, marchand à Bayonne et à La Fosse de Nantes, sous-maire de la ville de Nantes, et d'Anne François.
Alloué au présidial de Nantes, il devient lieutenant-général au présidial de Nantes.